# Georgie Price
Georgie Price (5 de enero de 1901 – 10 de mayo de 1964) fue un cómico, cantante y artista de vodevil de nacionalidad estadounidense, conocido por interpretar diversos cortos de Vitaphone en las décadas de 1920 y 1930. 

## Biografía
Nacido en Nueva York, su verdadero nombre era George Edwards Price.  
Price empezó de niño a actuar en lugares públicos tales como bares y tranvías, ganando más adelante diversos concursos de aficionados. A los seis años de edad, impresionó tanto al cantante de ópera Enrico Caruso que actuó con él en un concierto benéfico a favor de la familia de un policía fallecido. 
Fue Price, como estrella infantil del vodevil, quien presentó en 1909 la famosa canción de Gus Edwards y Edward Madden By the Light of the Silvery Moon en la revista de Edwards School Boys and Girls. Siendo muchacho actuó en el circuito de Broadway con la actriz infantil Lila Lee, más tarde una bien conocida actriz de cine. 
Siendo ya adulto y profesional, hizo imitaciones de Al Jolson y Eddie Cantor. Una fuerte discusión con el empresario teatral Jacob J. Shubert hizo que Price dejara a finales de los años 1920 el mundo del espectáculo para trabajar como agente de bolsa en Wall Street. Shubert había contratado a Price con la promesa de hacerle actuar como cabeza de cartel, pero no cumplió con lo acordado y tampoco accedió a pagar a Price lo estipulado en el contrato.
Sin embargo, Georgie Price actuó en el Mastbaum Theatre de Filadelfia, Pensilvania, con Dewey Barto y George Mann y con Maria Gambarelli (Gamby) en marzo de 1932.
Georgie Price falleció en 1964 en Nueva York, a causa de un infarto agudo de miocardio.